# Las Supremas de Móstoles
Las Supremas de Móstoles es un grupo musical formado por tres hermanas oriundas de la localidad madrileña homónima: las mellizas Vicky y Luisi (nacidas en 1958) y su hermana más joven Susi (nacida en 1962).

## Historia
Las hermanas Bodega: Vicky, Luisi y Susi han colaborado desde hace mucho tiempo en numerosos discos y cabeceras de televisión y radio, publicidad de anuncios, como por ejemplo: Salsarrica, Marián Conde, Alejandra Guzmán, Ezequiel Quinteros, El Fary, Paulina Rubio, Xosé Manuel Piñeiro, Antonio Carbonell, Ángela Carrasco, Los del Río, Enrique del Pozo, Los Chunguitos, José Luis Perales, Paloma San Basilio, Diana Navarro, José Luis Encinas, José Vélez, Tam Tam Go, Teresa Rabal, Melody, Camilo Sesto, Sergio Dalma, Manu Tenorio, Coral, disco dedicado a las mujeres maltratadas (Hay que volver a empezar), disco dedicado a los futbolistas del Real Madrid, maquetas para Ana Belén, Ella baila sola, Azúcar Moreno, y un largo etc., de discos para México (Pandora, Tatiana, Daniela Romo, Ivonne e Ivette, Mijares, Lucía Méndez, etc.)
Han sido cabeceras de programas como Lo que necesitas es amor, Uno para todas, Estamos en directo, Cruz y raya.com, Amigos en la noche, al igual de canales como Canal Nou, series y películas de dibujos animados como Bumpy el travieso (cantando en los 30 capítulos), La tienda de los horrores, Fergully, Anastasia, Pippi Calzaslargas, El increíble Kong, Supermodels, La princesa Cisne, Nicolas, todos los capítulos de The Muppets, para vídeo, todos los discos, series de televisión y cine de la serie Pokémon, y en películas como Abajo el telón (cantando todas las canciones de la película), La familia Proud, etc. 
Han cantado en los reality shows musicales PopStars: todo por un sueño, Cantando la sintonía y los coros de las 103 canciones del programa.
También han colaborado con Disney en el disco Disney ye-ye y en 1997 realizaron coros para la película de Walt Disney Hércules.
Rodaron un pequeño papel cantando en directo en la película de Álex de la Iglesia Muertos de Risa.
Han sido cabeceras de programas en distintas emisoras de radio como Cien, Cadena 100, Radio Nacional de España, Radio Getafe, etc.

### Jerusalem (1973 - 1999)
Desde aproximadamente principios de los 80's las mellizas Luisi y Vicky formaron la Orquesta Jersusalem junto a sus dos maridos quienes tocaban la batería, el bajo y coros.
Esta Orquesta tuvo una trayectoria de 25 años hasta los años 2000. Grabaron dos discos y participaron en el año 1982 del Festival Internacional de la Canción de Benidorm quedando en tercer lugar y ganando la Sirenita de Bronce. En el año 1995 volvieron a concursar esta vez con la canción "Son dos Mujeres" y en los coros se encontraba su hermana Susi.
Con Jerusalem han realizado muchos covers, tocando toda clase de estilos como Mina, Whitney Houston, The Mamas & The Papas, Azúcar Moreno, Los Cinco Latinos, ABBA, Rita Pavone, Carly Simon, María Bazar, Niña Pastori, Toni Braxton, Madonna, Jennifer López, Patty Pravo, Bonnie Tyler, Gloria Gaynor, Barbra Streisand, Donna Summer, Carpenters, Tina Turner, Amparo Sandino, Gloria Estefan, Thalía, Diana Ross, Marcela Morelo, Fiordaliso, Aretha Franklin, Roberta Flack, etc.
En directo, han hecho galas con Francisco, Malú, José Luis Encinas, Chico Castillo, Ñú, con el Rockservatorio de Madrid, y también los coros en directo en el Festival de Benidorm 1997 y 1998. 
Aún sólo Vicky y Luisi grabaron los coros del álbum Pasion por la Vida (1999) para el cantante Juan Pardo quien además las contrato de coros hasta su retiro.

### Eurovisión 2005:Eres un Enfermo
La fama les llegó en 2005 con su tema Eres un enfermo, que narra las quejas de una mujer sobre su marido adicto al cibersexo. La canción estuvo a punto de ser seleccionada para representar a España en el Festival de Eurovisión 2005 pero las sevillanas Son de Sol se llevaron el primer puesto y representaron a España en Kiev (Ucrania). Ese mismo año, fueron elegidas para dar el pregón de las fiestas de septiembre de Móstoles.
En 2013 participaron en la tercera edición de “Tu cara me suena” y tres años más tardes regresarían al concurso de Antena 3, esta vez como coristas. Tras aparecer esporádicamente en “Pasapalabra”, volvieron a los escenarios en el año 2019, de la mano del programa “La mejor canción jamás cantada” de La 1. En aquella ocasión, concursaron con una versión de la famosa Aserejé de las ‘Ketchup’.
En una entrevista para el programa Madrid Directo de Telemadrid, las hermanas revelaron que su último trabajo había sido colaborar en la banda sonora de la nueva versión de “El rey león”, que se estrenó ese mismo año. Vicky, Luisi y Susi prestaron su voz en los coros de las hienas, las famosas antagonistas del clásico de Disney.
En octubre y noviembre de 2016 participaron en el programa de Antena 3 Tu cara me suena como coristas.
En 2016 participaron en la película Nacida para ganar interpretándose a sí mismas compartiendo con Victoria Abril, Alexandra Jiménez y Cristina Castaño. Además realizaron la banda sonora.

## Actualidad
Desde 2017 hasta la actualidad han dado conciertos en toda la geografía española,  participan esporádicamente en concursos como “Tu cara me suena”, “Pasapalabra” o "La mejor canción jamás cantada". Además  cantaron en la ceremonia de nombramiento de hijo predilecto de Iker Casillas, Carnavales y en los pregones de Móstoles y Ciudad Real.
En 2023 volvieron a los estudios para grabar Supremas Disco Mix: Calle Me/ Lady, Lady, Lady/ Aba-Ni-Bi/ A quien le importa al estilo de su último disco "Philladelphia Disco Party", realizaron la promoción de este sencillo que interpretaron repetidas veces en el programa Luar.
En 2024 actuaron en el festival "I Love Twenties" interpretando su éxito Eres un Enfermo ante 40.000 personas en Madrid. El 28 de marzo de ese mismo año se les realizó un Homenaje a la Trayectoria en la Gala "Pioneros del Pop Español" de la mano de los rpiductores Fermin Ortiz y Eugenio Gurumeta en donde recibieron el premio Hoja de Plata,
Desde 2025 realizan galas junto a los grupos La Década Prodigiosa, Los Brincos y Pioneros donde interpretan los grandes éxitos de cada grupo.
Hacen asiduas apariciones en programas de televisión como, "Socialité", "Aquí la Tierra" y "Luar". 

## Discografía
- A Go Go (2005) (+40.000) Disco De Oro
- Philadelphia Disco Party (2008)

##### Sencillos
- Rolling in the Deep (sencillo 2012)
- Come together (sencillo de 2012)
- Donde estás Corazón ft.El consorcio (2012)
- Supremas Disco Mix: Calle Me/ Lady, Lady, Lady/ Aba-Ni-Bi/ A quien le importa (Sencillo 2023)

##### ConJerusalem
- Como el Viento/ Deja de Girar (1982)

- Speed Of Sound / Anna (1987)
- Medley de éxitos de ABBA (1992)